# Alessandro Agucchi Legnani
Alessandro Agucchi Legnani (Bologna, 23 aprile 1774 – Bologna, luglio 1853) è stato un politico italiano dell'età napoleonica.
Era figlio del conte Donato e della contessa Eleonora Beccadelli.

## Biografia
Ricoprì importanti cariche nel governo napoleonico d'Italia.
Fu consigliere della prefettura del Reno nel 1805 e Consigliere di Stato nel 1807. Nel 1810 fu prefetto dell'Alto Adige. In questo periodo frequenta la Loggia massonica Gli amici dell'onore di Bologna, fondata nel 1806 all'obbedienza del Grande Oriente d'Italia.
Prefetto napoleonico dal 1810, alla caduta del Regno Italico andò a Vienna con Cesare Bianchetti per sollecitare l'aggregazione delle Romagne al Regno Lombardo-Veneto anziché allo Stato Pontificio. Partecipò all'avventura di Gioacchino Murat, che, il 4 aprile 1815, lo nominò prefetto di Bologna. Sotto la Restaurazione, si volse, come tanti funzionari napoleonici, verso un programma liberale-nazionale e, d'accordo con Francesco Saverio Salfi, caldeggiò nelle logge massoniche una soluzione federale.
Sospettato nel 1821, compromesso nel 1831 (membro del Governo Provvisorio delle Province Unite), fuggì a Lucca, poi in Corsica, per riparare infine in Francia, ove rimase per alcuni anni.